# Авдуевский, Всеволод Сергеевич
Все́волод Серге́евич Авду́евский (28 июля 1920 года, Березовка, Ананьевский уезд, Херсонская губерния, Украинская ССР — 14 апреля 2003 года, Москва) — советский и российский учёный в области аэромеханики и космонавтики, академик АН СССР (1979); лауреат Ленинской и Государственных премий СССР, премии Совета Министров СССР и премии им. Н. Е. Жуковского.
Внёс значительный вклад в решение многих принципиальных проблем создания и надёжного функционирования ракетно-космической и авиационной техники (аэродинамический нагрев и тепловая защита тел, движущихся в атмосфере с большими скоростями). Выступил как крупный организатор науки, умело концентрировал и направлял усилия работавших под его научным руководством коллективов на достижение главных поставленных задач.

## Биография
Всеволод Сергеевич Авдуевский родился 28 июля 1920 года в деревне Берёзовка Херсонской губернии (ныне — Одесской области).
Окончил МАИ в 1944 г., поступил на работу в ЦИАМ к В. Н. Челомею, участвовал в работах по созданию пульсирующего воздушно-реактивного двигателя. В 1949 году окончил аспирантуру МАИ, научный руководитель Г. Н. Абрамович, специализировался по теории горения и принципах работы реактивных двигателей, в частности занимался исследованием диффузионного горения в свободных турбулентных струях.
С 1949 года работал в НИИ-1, ведущий инженер, 1951—1953 — заместитель главного конструктора. В 1950 году защитил кандидатскую диссертацию и был переведён в ОКБ главного конструктора В. Н. Челомея, где, заняв должность заместителя директора, возглавил разработку двигателя для крылатой ракеты, а затем и комплексную доводку всей ракеты до высоких скоростей полёта.
В мае 1953 года возвратился в НИИ-1, в 1953—1966 годах под началом и научным руководством Георгия Ивановича Петрова занимался проблемами аэродинамического нагрева и тепловой защиты летательных аппаратов. Доктор технических наук (1960), профессор.
В 1966—1973 — заместитель начальника НИИТИ. В 1973 году получил назначение первым заместителем директора ЦНИИ машиностроения по научной работе. В 1987 году перешёл на постоянную работу в систему Академии наук СССР. Занял должность первого заместителя директора Института машиноведения АН СССР им. А. А. Благонравова, затем работал в отделившемся от ИМаш Научном центре нелинейной волновой механики и технологии, вёл научную работу по проблемам трения в машиностроении и механики процессов в условиях микрогравитации.
В 1972 году избран членом-корреспондентом, а в 1979 году действительным членом Академии наук СССР. Был избран членом Национального комитета СССР по теоретической и прикладной механике.
Большое внимание уделял педагогической работе, подготовке научных и инженерных кадров. Преподавал в МАИ на кафедре авиационной теплотехники, явился инициатором разработки новых лекционных курсов, лабораторных работ по проблемам летательных аппаратов больших скоростей. Соавтор и редактор учебника по основам теплопередачи в авиационной и ракетно-космической технике, выдержавшего несколько переизданий.
Создал научную школу в области аэромеханики, теории теплообмена, механики в условиях микрогравитации и космической физики. Среди его учеников более 50 докторов. Отличительной чертой школы В. С. Авдуевского является сочетание глубоких теоретических исследований с тонким экспериментом и доведением научно-исследовательских разработок до их практического внедрения.
Лауреат Ленинской (1970) и Государственных премий СССР (1978, 1987), Премии Совета Министров СССР (1983), имени Ломоносова и им. Каруса (Германия); премии и медали имени профессора Н. Е. Жуковского (1977). Награждён двумя орденами Трудового Красного Знамени, орденом «Знак Почёта».
В 2000 году удостоен Благодарности Президента Российской Федерации за многолетнюю плодотворную научную работу и большой вклад в развитие ракетно-космической техники.
Скончался 14 апреля 2003 года в Москве. Похоронен на Троекуровском кладбище (уч. 5).

## Научные интересы
Внёс большой вклад в решение одной из важнейших задач ракетнокосмической техники — создание надёжной защиты от аэродинамического нагрева тел, движущихся в атмосфере с большими сверхзвуковыми скоростями. Используя концепцию пограничного слоя уже к концу 1950-х годов разработал универсальную методику расчёта теплообмена («методику Авдуевского») и трения на поверхностях тел произвольной формы с учётом режима течения в пограничном слое и его пространственного характера, сжимаемости и диссоциации молекул воздуха, шероховатости обтекаемой поверхности, «энтропийного эффекта» у тел с затуплением носовой части, неоднородности параметров среды и др. Полученные результаты составили основу докторской диссертации, защита прошла в 1960 году.
Сотрудничал с коллективом генерального конструктора Семёна Алексеевича Лавочкина в работе над проблемами теплообмена и терморегулирования новой сверхзвуковой межконтинентальной крылатой ракеты «Буря».
Продолжил интенсивное изучение сложных газодинамических явлений в пространственных течениях в пограничном слое при полётах тел с большими углами атаки, сложного взаимодействия ударных волн с пограничным слоем, отрыву потока от обтекаемой поверхности и интенсификации теплообмена. Выявил ряд принципиально новых газодинамических эффектов, в том числе возникновение областей сверхзвуковых скоростей и образование ударных волн ниже зон отрыва, образование при сверхзвуковом обтекании тел узких зон со сверх интенсивными тепловыми потоками и высокими давлениями, некоторые результаты этих исследований были зарегистрированы как научные открытия в Государственном реестре научных открытий СССР. При создании отечественных автоматических космических аппаратов для исследования Луны, Венеры и Марса выполнил широкий круг исследований по обеспечению теплозащиты таких аппаратов на межпланетном перелете, при спуске в атмосфере и работе на поверхности Луны и планет. Руководил обработкой и анализом результатов измерений при движении спускаемых аппаратов автоматических межпланетных станций, и в 1967 году впервые была предложена, а впоследствии уточнена, модель атмосферы Венеры, обеспечившая создателям космической техники точными данными об условиях в атмосфере и на поверхности этого далёкого объекта. Полученные распределения давления, температуры, освещенности и других параметров атмосферы Венеры нашли использование у иностранных учёных.

### Научно-популярные издания
- Лесков Л. В., Авдуевский В. С. и др. . Проблемы космического производства. — М.: Машиностроение, 1980.
- Авдуевский В. С., Алексеев В. С., Ацеров Ю. С. и др. Космонавтика СССР / Редкол.: Мозжорин Ю. А. (гл. ред.) и др.. — М.: Машиностроение : Планета, 1986. — 496 с.
- В. С. Авдуевский, Г. Р. Успенский  . Народнохозяйственные и научные космические комплексы : [Перевод]. — М.: Мир, Б. г. (1987). — 435 с.
- В. С. Авдуевский, Л. В. Лесков. Работает невесомость. — М.: Мол. гвардия, 1988. — 222 с. — ISBN 5-235-00019-6.
- В. С. Авдуевский, Г. Р. Успенский . Космическая индустрия. — М.: Машиностроение, 1989. — 566 с.
- В. С. Авдуевский, Л. В. Лесков. Куда идёт советская космонавтика?. — М.: Знание (Новое в жизни, науке, технике. Космонавтика, астрономия; 4/1990), 1990. — 63 с. — ISBN 5-07-001274-6.
- В. С. Авдуевский, Л. В. Лесков. Советская космонавтика: что впереди?. — М.: Знание, 1992. — 63 с. — ISBN 5-07-002521-X.

### Редакторская деятельность
- Шлихтинг, Герман. Теория пограничного слоя / Пер. с нем. Г. А. Вольперта; Под ред. В. С. Авдуевского и В. Я. Лихушина. — Москва, 1956. — 528 с.
- Исследование гиперзвуковых течений : [Сборник статей] / Под ред. Ф. Р. Ридделла; Перевод с англ. Э. А. Ашратова [и др.]; Под ред. проф. д-ра техн. наук В. С. Авдуевского, канд. техн. наук Н. Н. Широкова. — Москва: Мир, 1964. — 544 с.
- Надёжность и эффективность в технике. Справочник : В 10 т. / Ред. совет: Авдуевский В. С. (пред.) и др. — М.: Машиностроение, 1986—1990.
- Б. Фойербахер, Р. И. Науман, Г. Хамахер и др. Космическое материаловедение : Введение в науч. основы космич. технологии / Под ред. Б. Фойербахера и др.; Перевод с англ. Заверняева А. Ю., Левтова В. Л.; Под ред. В. С. Авдуевского, Лескова Л. В. — М.: Мир, 1989. — 478 с. — ISBN 5-03-001216-8.